# Барди, Вито
Вито Барди (итал. Vito Bardi; род. 18 сентября 1951, Потенца) — корпусной генерал, заместитель командующего Финансовой гвардии (2013—2014), губернатор Базиликаты (с 2019).

## Биография
Родился 18 сентября 1951 года в Потенце.
В 1967 году поступил в неаполитанскую военную школу «Нунциателла», где получил четыре диплома о высшем образовании: по экономике и коммерции, праву, по международным отношениям и дипломатии, по экономической и финансовой безопасности. В 2005 году произведён в генералы, в 2013 году назначен заместителем командующего Финансовой гвардии, с 2014 года в отставке.
24 марта 2019 года по итогам региональных выборов победу с результатом 42,2 % одержала возглавляемая Барди правоцентристская коалиция в составе: «Лига Сальвини Базиликата», Братья Италии, «Вперёд, Италия за Барди», «Позитивная Базиликата — Барди губернатор», «IdeA — Другая Базиликата». Сильнейший из соперников — левоцентристская коалиция во главе с Карло Треротола набрала 33,11 %.
16 апреля 2019 года Апелляционный суд Потенцы официально подтвердил полномочия депутатов регионального совета одиннадцатого созыва и Вито Барди как нового главы региональной администрации. Особенность ситуации заключается в том, что правоцентристы впервые пришли к власти в Базиликате.
21 апреля 2024 года переизбран с результатом 56,6 %.

## Личная жизнь
Женат, имеет двоих детей.

## Книги
- Vito Bardi. I provvedimenti per la gestione del personale nella Guardia di finanza: tutela della legalità e profili contenziosi. — 2003.
- Vito Bardi. La tutela giustiziale: da appunti di esperienze militari, casi e materiali per le amministrazioni pubbliche. — Bari: Cacucci, 2005. — ISBN 9788884224293.